# Roberto Innocenti
Roberto Innocenti (Bagno a Ripoli, 16 febbraio 1940) è un illustratore italiano.
Formatosi come autodidatta, si dedicò dapprima alla grafica dagli anni sessanta, e poi all'illustrazione, soprattutto per l'infanzia. Vincitore di numerosi premi internazioni, tra cui il prestigioso Premio Hans Christian Andersen (nel 2008, unico italiano finora ad averlo ricevuto), vive e lavora a Montespertoli, nei pressi di Firenze.

## Biografia
Lasciò la scuola a 13 anni per aiutare la famiglia lavorando in un'acciaieria. A 19 anni si trasferì a Padova, iniziando a lavorare nel cinema di animazione, per poi dedicarsi prevalentemente alla grafica pubblicitaria. Cominciò ad illustrare libri, e sono di quegli anni le sue edizioni di Cappuccetto Rosso e Sussi e Biribissi . Nel 1978, collabora con Seymour Reit alle illustrazioni di due libri: All Kinds of Trains (Golden Look-Look Book) e Sails Rails and Wings. Nel 1979 illustrò finalmente il suo primo libro 1905: Bagliori a Oriente. Nel 1982, con il fotografo Carlo Cenini e l'artista multimediale Alessandro Borsetti Venier, costituì la ditta di design "Compagnia di Roma: libri, droghe poveri e altre idee".
Nel 1983 avviene l'incontro fondamentale con l'illustratore svizzero Etienne Delessert che gli commissionò le illustrazioni per la fiaba di Cenerentola. Durante lo stesso incontro Innocenti mostrò a Delessert le prime quattro tavole di Rosa Bianca, che sarà pubblicato nel 1985 negli Stati Uniti e in vari paesi d'Europa, e in Italia soltanto nel 1990. Tra il 1985 e il 1987 lavorò per la rivista Time Life alla serie di libri illustrati The Enchanted World. Tra il 1988 e il 1996 uscirono, pubblicati dall'editore statunitense Creative Editions, alcuni dei suoi capolavori: Le avventure di Pinocchio (1991), Un Canto di Natale (1990), Schiaccianoci (1996), L'ultima spiaggia (2002) e La storia di Erika (2003).
Nel 2010 sono usciti Casa del Tempo, con testo di Roberto Piumini, e Fienili.
Nel  2012 è stata pubblicata la sua rivisitazione di un altro classico: Cappuccetto rosso. Una fiaba moderna.
Sempre nel 2012 la casa editrice Prìncipi & Princìpi ha pubblicato, con le illustrazioni di Innocenti, L'Isola del Tesoro di Robert Louis Stevenson.

## Pubblicazioni
- Il romanzo della volpe, Wolfgang Goethe, Giunti Marzocco, Firenze, 1973. [9]
- La luna nelle Baracche, Alberto Manzi, Salani, Firenze, 1974.
- Sussi e Biribissi, Collodi Nipote, Firenze, 1975.
- All Kinds of Planes, Seymour Reit, Golden Press, New York City, 1978. [presente anche nella raccolta Sails, Rails, and Wings, Seymour Reit, Golden Press, New York City, 1978.]
- All Kinds of Ships, Seymour Reit, Golden Press, New York City, 1978. [presente anche nella raccolta Sails, Rails, and Wings, Seymour Reit, Golden Press, New York City, 1978.]
- All Kinds of Trains, Seymour Reit, Golden Press, New York City, 1978. [presente anche nella raccolta Sails, Rails, and Wings, Seymour Reit, Golden Press, New York City, 1978.]
- Sails, Rails, and Wings, Seymour Reit, Golden Press, New York City, 1978. (raccolta che comprende All Kinds of Planes, All Kinds of Ships,All Kinds of Trains)
- 1905: Bagliori a Oriente, Olivo Bin, Quadragono Libri, Conegliano, 1979.
- Cinderella, Charles Perrault, Creative Education, Mankato Minnesota, 1983.
- Ameropa, testo di Ettore Zibaldi, Editimme Milano, 1984.
- Rose Blanche, testo inglese Ian McEwan, testo francese Christophe Gallaz, Edition Script, Newchatel, Creative Education, Mankato Minnesota, 1985.
- The Enchanted World: Giants and Ogres, The Enchanted World Series, Edizioni Time-Life Books, Alexandria Virginia,  1985.
- The Enchanted World: Spells and Bindings, The Enchanted World Series, Edizioni Time-Life Books, Alexandria Virginia,  1985.
- The Enchanted World: The Book of Christmas, The Enchanted World Series, Brendan Lehane, Edizioni Time-Life Books, Alexandria Virginia,  1985.
- The Enchanted World: The Fall of Camelot, The Enchanted World Series, Edizioni Time-Life Books, Alexandria Virginia,  1986.
- The Enchanted World: Magical Justice, The Enchanted World Series, Edizioni Time-Life Books, Alexandria Virginia,  1986.
- The Enchanted World: The Lore of Love, The Enchanted World Series, Edizioni Time-Life Books, Alexandria Virginia,  1987.
- The Adventures of Pinocchio, Carlo Collodi, Jonathan Cape, Creative Education, Mankato, Minnesota, 1988.
- A Christmas Carol, Charles Dickens, Creative Education, Mankato, Minnesota, 1990.
- Il sergente nella neve, Mario Rigoni Stern, Einaudi Ragazzi, Trieste, 1995.
- The Nutcracker, E.T.A. Hoffmann, Creative Education, Mankato, Minnesota, 1996.
- The Last Resort, testo di J. Patrick Lewis, Creative Education, Mankato, Minnesota, 2002.
- L'ultima spiaggia, testo di J. Patrick Lewis, Edizioni C'era una volta, Roma, 2002 [ Ristampato da La Margherita edizioni nel 2005].
- Leda e il Mago. La piccola partigiana del monte Amiata, Ermanno Detti, Fatatrac edizioni, Firenze, 2002.
- Erika's Story, Ruth Vander Zee, Creative Education, Mankato, Minnesota, 2003.
- La storia di Erika, Ruth Vander Zee, La Margherita edizioni, Milano, 2003.
- Era calendimaggio, Angela Nanetti, Einaudi Ragazzi, Trieste, 2004.
- Das Medaillon, Andrea Camilleri, Kindler Rowohlt, Reinbeck, 2005.
- Rosa Bianca, testo e illustrazioni Roberto Innocenti, La Margherita edizioni, Milano, 2000.
- Pinocchio Storia di un Burattino, Carlo Collodi, La Margherita edizioni, Milano, 2005.
- Cenerentola, Charles Perrault, La Margherita edizioni, Milano, 2007.
- Der verführerische Teufel/Der verliebte Teufel, Andrea Camilleri, Jaques Cazzotte, Rowohlt, Reinbeck, 2008.
- The House, testo di J. Patrick Lewis, Creative Education, Mankato, Minnesota, 2009.
- Casa del tempo, testo di Roberto Piumini, La Margherita edizioni, Milano, 2009.
- Die drei Leben des Michele Sparacino, Andrea Camilleri, List Taschenbuch, Ullstein, Berlino, 2010.
- Fienili, testo di Paolo De Simonis, Prìncipi & Princìpi, Pian di Sco', 2010
- L'isola del tesoro, Robert Louis Stevenson, Prìncipi & Princìpi, Pian di Scò, 2012.
- The Girl in Red, testo di Aaron Frisch, Creative Education, Mankato, Minnesota, 2012.

## Mostre
Tra le sue mostre più importanti vanno ricordate Le prigioni della storia, a cura di Paola Vassalli e Michèle Cochet, presentata nel 1989 al Salon du Livre de Bordeaux e riallestita, nel 1990, a Bologna e Roma, e Dentro il dettaglio, a cura di Hamelin, Bologna, Palazzo D'Accursio, 2006.
Alle illustrazioni di Pinocchio, uno dei capolavori di Innocenti, la Città di Pistoia ha dedicato la mostra, a cura di Andrea Rauch, Roberto Innocenti. La Toscana di Pinocchio (2005). Nell'estate del 2014 ha esposto la sua opera al Musée Tomi Ungerer a Strasburgo. Nel 2024 palazzo Medici Riccardi a Firenze gli ha dedicato un'ampia retrospettiva.

## Premi
Ha ricevuto numerosi premi internazionali:
- 1985
  - Mela d'oro della Biennale di Bratislava BIB per “Rose Blanche”.
  - Premio per la Pace “Gustav Heinemann” assegnato da Lander di Essen per “Rose Waisse”.
- 1986
  - Mildred L. Batchelder Award per “Rose Blanche”.
  - Silver Medal dalla Society of Illustrators, New York.
- 1988
  - Menzione al Kate Greenaway Medal, London, per “Pinocchio's Adventures”.
- 1989
  - Zilveren Penseel della CPNB Amsterdam-Utrecht per “The Avonturen van Pinokkio”.
- 1990
  - Stadt Ameln-Preis per il libro "Pinocchio Abenteuer".
  - Menzione al Kate Greenaway Medal, London, per “A Christmas Carol”.
  - Totem del Salon du Livre de Jeunesse, Montreuil per “Chant de Noel”.
- 1991
  - Menzione della Fiera del Libro di Bologna per “Canto di Natale”.
  - Mela d'oro della Biennale di Bratislava per “A Christmas Carol”.
  - Premio conferito dalla Giuria dei Ragazzi al Salon du Livre, Ginevra per “Les Aventures de Pinocchio”.
- 1992
  - Premio Andersen della rivista Andersen "Migliore Autore".
- 1997
  - Premio Nazionale Alpi Apuane Massa per l'Illustrazione.
- 1999
  - Premio Lucca Comics per l'Illustrazione.
- 2001
  - Premio Andersen della rivista Andersen per “Cenerentola libro dell'anno”.
  - Premio Fiesole per il lavoro "Narratore Illustratore".
- 2002
  - Certified of Excellence conferito dal “New York Times” per il miglior libro illustrato dell'anno “The Last Resort”.
  - Premio "Giotto Bambino" del Comune di Vicchio del Mugello per la letteratura infantile.
  - Premio “Liber” rivista Liber, per “L'ultima Spiaggia”.
- 2003
  - Premio Andersen della Rivista Andersen come “Migliore Autore”.
  - Menzione della Giuria dei ragazzi della Fiera del Libro di Bologna.
  - Premio “Eselssohr-Oder Gestalterish” Charlottenburg-Berlin per “Erika Geshichte”.
- 2004
  - 1° Award for the Best Children's Illustrated Book dell'anno, non fiction per Erika's Story della English Association.
  - Premio “Das Rote Tuch” del S.P.D. assegnato al libro "Erika Geshichte" Charlottenburg-Berlin.
  - Foreign Picture Book Japan School Library Association per “Erika's Story”.
- 2008
  - Premio Hans Christian Andersen, assegnato dall'IBBY per il contributo alla letteratura per ragazzi a Copenaghen.
  - Fiorino d'oro della città di Firenze per il lavoro “Autore Illustratore”.
- 2010
  - Premio Frigimelica Spilimbergo per l'attività svolta.
- 2011
  - Premio “Lo Straniero” della rivista culturale "Lo Straniero" a S. Arcangelo dei Teatri di Romagna.
  - Fiorino d'oro “Una Vita Premiata” assegnato dal Comune di Bagno a Ripoli.
- 2013
  - XIV Premi Llibreter 2013 per il miglior albo illustrato assegnato per “La Caputxeta Vermella” dai Librai Liberi Catalani-Barcellona.
  - Premio "Il Paese dei Balocchi" per la creatività dall'Associazione Pinocchio di Carlo Lorenzini, Firenze.
- 2014
  - Prix Sorcières 2014 décernés par l'Association des Bibliothécaires de France et l'Association des Librairies Spécialisées Jeunesse, Categorie Albums La Petite Fille en rouge - Aaron Frish et Roberto Innocenti - trad. Catherine Gilbert Gallimard